# Los elementos del desastre
Los elementos del desastre es un poemario del poeta colombiano Álvaro Mutis. Fue el segundo libro de poemas publicado en 1953 por la editorial Losada de Buenos Aires.
De los doce poemas que integran el libro, cinco están entre los seis que pertenecen a su libro anterior y primer poemario, La Balanza (1948) cuya primera edición fue consumida por los incendios del 9 de abril. En esta obra se puede apreciar un ejercicio de estilo lírico del autor bogotano que pasa por lo cotidiano, la evocación del paisaje de infancia -que será recurrente en toda su obra- y la relación de su imaginario poético con composiciones en prosa, que recuerdan muchas veces el estilo libre de autores como Saint-John Perse. 
Dentro de las características, personajes y temas que gravitan en esta obra que comenzará a definir el estilo posterior del poeta, pueden encontrarse: el destino trágico, la derrota, el desarraigo y la predestinación ominosa de la condición humana ante el azar e incertidumbre de la existencia.